# Johann Gottfried Groß
Johann Gottfried Groß (* 8. Oktober 1703 in Uehlfeld bei Neustadt an der Aisch; † 12. Juli 1768 in Erlangen) war ein deutscher Publizist und königlicher Beamter.

## Leben
Johann Gottfried Groß wurde am 8. Oktober 1703 als Sohn des Pfarrers Johann Matthias Groß (1676–1748) und der Anna Maria Baumann (+ Marktbergel 1732, 1. Ehe) in Uehlfeld bei Neustadt an der Aisch geboren. Sein Vater war der Verfasser des Historischen Lexicons evangelischer Jubel-Priester (1727). Der Vater unterrichtete ihn zunächst selbst, bevor der Sohn die allgemeine Schule in Nürnberg und anschließend das Coburger Gymnasium Casimirianum besuchte. Nach dem Abschluss der Schulausbildung studierte er in Halle und Leipzig Theologie. Obwohl er aus einem streng-gläubigen Elternhaus kam, galt sein Hauptinteresse vor allem der Philosophie, den alten und neuen Sprachen sowie der Statistik und Politik.
Nach dem Studium arbeitete er zunächst als Hofmeister für Ludwig Christoph Adam von Lindenfels zu Nairitz, anschließend als Präzeptor am Pädagogium in Halle und später an der Klosterschule des Klosters Berge bei Magdeburg. Obwohl er nicht ordiniert war, wurde er schließlich von einer verwitweten Fürstin von Anhalt als Schloss- und Kabinettsprediger angestellt, später auch bei einem Grafen in der Wetterau. Bevor er 1840 als Professor für Geschichte an die Erlanger Ritter-Akademie berufen wurde, arbeitete er in Regensburg als Hausinformator für die Buchhändler Betz und Bader.
1741 begann er, die in Erlangen erscheinende Zeitung Auszug der neuesten Weltgeschichte herauszugeben, für die er auch fast alleine die Artikel schrieb. Der Name der Zeitschrift wurde durch Groß mehrmals leicht abgewandelt; umgangssprachlich wurde sie meist einfach Der Erlanger genannt oder Groß’sche Realzeitung. Insgesamt gab Johann Gottfried Groß bis zu seinem Tod 28 Jahrgänge heraus. In seiner Zeitung veröffentlichte Groß neben eher unterhaltenden Berichten, Anekdoten und Satiren auch Artikel über lokale, nationale und internationale politische Ereignisse und Staatsmänner, in die er auch sein selbständiges, oft scharf formuliertes kritisches Urteil einfließen ließ. Neben Lesern in Deutschland hatte er bald auch Abonnenten in zahlreichen anderen europäischen Ländern und sogar in Amerika. Vor allem in Kriegszeiten erreichte die Zeitung hohe Auflagen von bis zu 18.000 Stück, was für die Frühzeit der Presse eine sehr beachtliche Zahl war. Immer wieder erschienen aber auch Raubdrucke der Zeitung.
Mit Beginn des 1. Schlesischen Krieges (1740–1742) bezog Groß zunehmend eine kritische Position gegenüber dem Preußenkönig Friedrich II. und stellte sich schließlich auch deutlich auf die Seite Maria Theresias. Er siedelte nach Nürnberg über, von wo aus er seine Zeitung weiter herausgab. 1745 ernannte ihn Maria Theresia zum Rath und politischen Agenten, um ihn zu schützen. Während er in Nürnberg zunächst in der Stadt selbst wohnte, erwarb Groß, der durch die Herausgabe der Zeitung zu einem wohlhabenden Mann geworden war, schließlich das Landgut Rohlederers Garten bei St. Johannis.
Wegen der oft sehr scharf formulierten Kritik an politischen Ereignissen und überspitzt satirischen Beiträge, die er für seine Zeitung verfasste, wurde Groß mehrmals zur Veröffentlichung von Gegendarstellungen, Widerrufen und Entschuldigungen gezwungen. Er entwickelte eine zunehmende Angst vor einer persönlichen Verfolgung durch die, die er sich durch seine Texte zum Feind gemacht hatte, dass er sein Landgut mit Fensterbalken und mehrfachen Türriegeln gegen befürchtete Übergriffe zu sichern versuchte. Die Sorge steigerte sich zu einem regelrechten Verfolgungswahn, weshalb er öfter ganze Nächte mit einer geladenen Waffe durchwacht und nur während des Tages geschlafen haben soll.
1752 wurde er zum Markgräflich Brandenburgischen Rath und Historiographen ernannt.
Im Siebenjährigen Krieg (1756–1763) änderte er jedoch seine Preußen-kritische Einstellung und wurde schließlich zu einem Bewunderer Friedrichs des Großen. Nachdem er sich in Nürnberg endgültig nicht mehr sicher fühlte, kehrte er 1753 nach Erlangen zurück, wo er sich für die Einrichtung einer Professur für Landesgeschichte einsetzte.
1765 wurde er zum Königlich Preußischen Hofrat ernannt.
Johann Gottfried Groß hatte stets viele Ideen zu den verschiedensten Unternehmungen. So verfolgte er eine Zeit lang die Idee zur Einrichtung einer Commerzien-Akademie, später eines politischen Seminars. Da er aber nicht die nötigen Unterstützer fand, blieben die Ideen unverwirklicht. Vor allem die Verbesserung der Schul- und Universitätsausbildung lag ihm persönlich am Herzen. So unterstützte er bedürftige Gelehrte immer wieder durch großzügige Geldzuwendungen und ließ der Realschule in Berlin Schuldbriefe im Wert von 30.0000 Gulden zukommen.
Neben seiner politisch ausgerichteten Zeitung mit Auszügen der neuesten Weltgeschichte hatte er auch die Idee einer wissenschaftlich ausgerichteten Zeitung, in der er Auszüge der neuesten Gelehrtengeschichte veröffentlichen wollte. Von dieser publizierte er drei Ausgaben, bevor er die Herausgeberschaft der Zeitschrift auf Georg Andreas Will übertrug, der 1749 und 1750 zwei Jahrgänge veröffentlichte.
Er plante auch die Herausgabe eines allgemeinen enzyklopädischen Wörterbuchs, für das er bereits viel Material gesammelt hatte und für das er immer wieder Mitarbeiter suchte. Die Umsetzung gelang ihm aber auch bei diesem Projekt nicht.
Johann Gottfried Groß blieb unverheiratet und kinderlos, soll aber mit zahlreichen Frauen auch länger dauernde Affären unterhalten haben. Nach seinem Tod im Jahr 1768 wurde sein Vetter, der Notar und Hofrat Johann Heinrich Groß (1736–1791), als sein Universalerbe der Inhaber der Erlanger Real-Zeitung. Nach dessen Tod wurde dessen Sohn, der Justizrat Georg Leonhard Adam Groß, zum Inhaber.
Groß’ Erben waren zwar Inhaber der Zeitung, befassten sich anders als deren Gründer aber nicht selbst mit deren Redaktion, sondern übertrugen diese Verantwortung im Laufe der Zeit auf verschiedene Herausgeber. So wurde die Erlanger Realzeitung nach Groß’ Tod zunächst durch den Erlanger Professor Johann Christian Zindel († 1794), dann durch den Erlanger Professor für Philosophie Christian Masius (* 1711, † 1787) und ab 1772 schließlich vom Erlanger Postmeister und Hofkammerrath Johann Adam Wels († 1785) herausgegeben. Anschließend wurde Albrecht Bayer der Herausgeber, bis Johann Ernst Fabri 1794 die Herausgeberschaft übernahm, die er bis 1803 innehatte, als Johann Christian Fick (* 1763, † 1821) die Herausgeberschaft übernahm.

## Werke

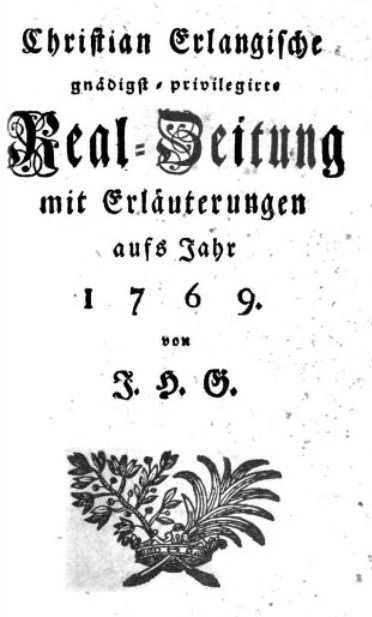
Titelblatt der Erlanger Real-Zeitung aus dem Jahr 1769

### Erlanger Realzeitung
Während der 28 Jahrgänge, die Johann Gottfried Groß bis zu seinem Tod herausgab, wechselte die Zeitung mehrfach ihren Titel:
- Kurzgefaßter Auszug der neuesten Weltgeschichte. Christian-Erlangischer Zeitungs Extract. Zehn Jahrgänge, Erlangen 1741–1750
- Auszug aus der so betitulten Erlangischen Zeitung, die Nürnbergische Exekutionssache betreffend, mit besondern Anmerkungen. 1751
- Auszug der neuesten Weltgeschichte, mit Anmerkungen begleitet. 1751, 1752, und 1753
- Auszug der neuesten Weltgeschichte und schönen Wissenschaften, mit Anmerkungen begleitet. 1754, 1755, 1756 und 1757
- Auszug der neuesten Weltgeschichte, mit Anmerkungen. 1758–1762
- Realzeitung, das ist, Auszug der neuesten Weltgeschichte, mit Erläuterungen. Erlangen 1763–1768.

### Sonstige Publikationen
- Unmaßgebliche Gedanken über eine mit leichten Kosten zu errichtendes Seminarium Politicum oder Hof-, Polizei-, Handlungs-, Kunst- u. Wirtschafts-Schule, für diejenige Gattung Jugend, welche zwar eigentlich nicht zu Studieren, aber doch zu allerhand andern honetten und politischen Lebensarten, zum Exempel zu Hof-, Zivil- u. Militär-Bedienungen, zur Kaufmannschaft, Schreiberei und Ökonomie, auch andern nicht ganz gemeinen Künsten und Professionen gewidmet ist. Nürnberg 1739 ()
- Nachricht von der gegenwärtigen Verfassung der Ritterakademie und des Seminariums zu Erlangen. Erlangen 1741
- Der angehende Lateiner. Halle, bis 1750 in vier Auflagen, fünfte Auflage 1769
- Beiträge in: Der geschwinde Lateiner 2 Theile. Nürnberg 1737 u. 1739
- In: Homann’s Atlante majore B. I. u. B. II. Atlante Germaniae speciali
  - Orbis in tabula, das ist, Geographische Universalkarte. Erster Theil, vorstellend auf einem einzigen Blatt, ausgenohmen Teutschland, alle Theile, Reiche, Staaten, und vornehmsten Oerter der ganzen Welt, nebst Anzeigung eines jeden Religion, Herrschaft, Flüße, auch lateinische Benennung, item ob es grosse oder geringe Städte, Residenzen u. s. w.
  - Orbis in tabula, Zweyter Theil der geographischen Universalkarte, vorstellend auf einem einzigen Blatt alle Kreise, Provinzen u. vornehmsten Oerter des heil. Römischen Reichs Teutscher Nation, nebst Anzeigung eines jeden Religion, Herrschaft, Flüße u. lateinischer Benennung; zu bequemern Gebrauch der Landkarten u. wochentlichen Zeitungen entworfen.